# Кислицын, Владимир Александрович (Герой Социалистического Труда)
Влади́мир Андре́евич Кисли́цын (14 июля 1926, д. Кресты, Яранский уезд, Вятская губерния, СССР — 6 июля 2007, Челябинск, Челябинская область, Россия) — кузнец Челябинского тракторного завода Министерства тракторного и сельскохозяйственного машиностроения СССР, Герой Социалистического Труда (1966).

## Биография
Родился 14 июля 1926 года в деревне Кресты Яранского уезда Вятской губернии (ныне Кикнурского района Кировской области) в крестьянской семье. По национальности русский.
Окончив в 1941 году семилетнюю школу, трудоустроился в колхоз «Авангард» в родной деревне. В 1944 году призван на фронт, служил командиром расчёта противотанкового орудия 178-го стрелкового полка 40-й стрелковой дивизии 25-й армии на Дальнем Востоке. В августе 1945 года в составе войск 1-го Дальневосточного фронта участвовал в Маньчжурской наступательной операции. После войны продолжал службу в армии (по некоторым данным, служил на территории Северной Кореи). В 1948 году демобилизован в звании старшего сержанта, приехал в Челябинск и с 1948 года более 40 лет работал на Челябинском тракторном заводе. В 1965 году окончил Челябинский машиностроительный техникум.
С 1948 года работал кузнецом в кузнечном цехе № 3 завода. Стал передовиком производства, досрочно выполнил личную семилетку (1959—1965). Победитель трудовой вахты 1965 года, когда передовые бригады приняли обязательство выполнять за смену не менее двух сменных норм.
Указом Президиума Верховного Совета СССР от 5 августа 1966 года «за особые успехи в выполнении заданий семилетнего плана и достижение высоких производственных показателей» удостоен звания Героя Социалистического Труда с вручением ордена Ленина и золотой медали «Серп и Молот».
Продолжал трудиться на заводе, стал мастером цеха, затем слесарем-ремонтником, с 1980 года — нагревальщиком металла. В 1986 году достиг пенсионного возраста, но ещё несколько лет работал плотником в жилищно-коммунальном хозяйстве завода, после чего ушёл на заслуженный отдых.
Член Центрального комитета профсоюза работников автомобильного, тракторного и сельскохозяйственного машиностроения (1965—1969).
Жил в Челябинске, где умер 6 июля 2007 года.
Награждён орденами Ленина (05.08.1966), Отечественной войны 2-й степени (11.05.1985), медалями.